# Episodi de Incubi e deliri
La prima e unica stagione della miniserie televisiva Incubi e deliri è andata in onda negli Stati Uniti su TNT dal 12 luglio al 2 agosto 2006.
In Italia è stata trasmessa su Fox dal 16 settembre al 24 settembre 2007, e in chiaro su Giallo dal 9 ottobre 2012.
| n° | Titolo originale                   | Titolo italiano                   | Prima TV USA   | Prima TV Italia   |
| -- | ---------------------------------- | --------------------------------- | -------------- | ----------------- |
| 1  | Battleground                       | Campo di battaglia                | 12 luglio 2006 | 24 settembre 2007 |
| 2  | Crouch End                         | Crouch End                        | 12 luglio 2006 | 23 settembre 2007 |
| 3  | Umney's Last Case                  | L'ultimo caso di Umney            | 19 luglio 2006 | 16 settembre 2007 |
| 4  | The End of the Whole Mess          | La fine del gran casino           | 19 luglio 2006 | 16 settembre 2007 |
| 5  | The Road Virus Heads North         | Il virus della strada va a nord   | 26 luglio 2006 | 17 settembre 2007 |
| 6  | The Fifth Quarter                  | Il quinto quarto                  | 26 luglio 2006 | 17 settembre 2007 |
| 7  | Autopsy Room Four                  | Sala autopsia 4                   | 2 agosto 2006  | 23 settembre 2007 |
| 8  | You Know They Got a Hell of a Band | E hanno una band nell'altro mondo | 2 agosto 2006  | 24 settembre 2007 |

## Campo di battaglia
- Titolo originale: Battleground
- Diretto da: Brian Henson
- Scritto da: Richard Christian Matheson
- Interpretato da: William Hurt (Jason Renshaw)

### Trama
Il killer professionista Jason Renshaw elimina il presidente di una fabbrica di giocattoli. Al ritorno a casa, riceve inaspettatamente un pacco, proveniente proprio dalla fabbrica, che contiene un set di soldatini, che si animano e tentano di ucciderlo a loro volta.

## Crouch End
- Titolo originale: Crouch End
- Diretto da: Mark Haber
- Scritto da: Kim LeMasters
- Interpretato da: Eion Bailey (Lonnie Frehman) e Claire Forlani (Doris Frehman)

### Trama
I neo-sposi Doris e Lonnie Freeman sono in felice luna di miele a Londra quando, per recarsi a cena da un amico, nel quartiere di Crouch End, si ritrovano intrappolati in un'altra, orrorifica dimensione.

## L'ultimo caso di Umney
- Titolo originale: Umney's Last Case
- Diretto da: Rob Bowman
- Scritto da: April Smith
- Interpretato da: William H. Macy (Clyde Umney/Sam Landry/George Demmick), Jacqueline McKenzie (Linda Landry/Gloria Demmick) e Tory Mussett (Arlene 'Candy' Cain, la ragazza della piscina)

### Trama
Lo scrittore Sam Landry, in crisi per la morte del figlio, decide di rifugiarsi in un mondo più semplice e prevedibile, la Los Angeles degli anni quaranta in cui sono ambientati i suoi romanzi hard boiled, e di prendere il posto del suo personaggio protagonista, il detective Clyde Umney, che si trova a sua volta proiettato al posto dello scrittore nella Los Angeles contemporanea.

## La fine del gran casino
- Titolo originale: The End of the Whole Mess
- Diretto da: Mikael Salomon
- Scritto da: Lawrence D. Cohen
- Interpretato da: Ron Livingston (Howard Fornoy) e Henry Thomas (Robert Fornoy)

### Trama
Il documentarista Howard Fornoy racconta di come il geniale fratello minore Robert abbia trovato il modo di porre fine a tutte le guerre e di come la cura alla violenza abbia portato conseguenze ancor peggiori del male stesso per l'intera umanità.

## Il virus della strada va a nord
- Titolo originale: The Road Virus Heads North
- Diretto da: Sergio Mimica-Gezzan
- Scritto da: Peter Filardi
- Interpretato da: Tom Berenger (Richard Kinnell) e Marsha Mason (zia Trudy)

### Trama
Il celebre scrittore dell'orrore Richard Kinnell, nel tragitto di ritorno da un tour promozionale, acquista un inquietante quadro, intitolato "Il virus della strada va a nord", che si rivela animato dallo spirito dal giovane, tormentato artista suicida che l'ha dipinto, e che sembra voler uccidere il possessore dell'opera.

## Il quinto quarto
- Titolo originale: The Fifth Quarter
- Diretto da: Rob Bowman
- Scritto da: Alan Sharp
- Interpretato da: Jeremy Sisto (Willie Evans) e Samantha Mathis (Karen Evans)

### Trama
Willie, appena uscito di prigione, è coinvolto dall'amico che ha "tenuto compagnia" a sua moglie Karen durante la sua assenza nella ricerca delle parti di una mappa che indica dove è nascosto il milionario bottino di una rapina.

## Sala autopsia 4
- Titolo originale: Autopsy Room Four
- Diretto da: Mikael Salomon
- Scritto da: April Smith
- Interpretato da: Richard Thomas (Howard Cottrell) e Greta Scacchi (dottoressa Katie Arlen)

### Trama
Durante una partita di golf, Howard viene morso da un serpente che gli provoca uno stato di morte apparente. Si ritrova così nella terrificante situazione di essere completamente cosciente, ma incapace di rivelare di essere ancora vivo, mentre viene eseguita l'autopsia del suo corpo.

## E hanno una band dell'altro mondo
- Titolo originale: You Know They Got a Hell of a Band
- Diretto da: Mike Robe
- Scritto da: Mike Robe
- Interpretato da: Kim Delaney (Mary Rivingham) e Steven Weber (Clark Rivingham)

### Trama
Clark e Mary Willingham finiscono per caso in una strana cittadina, chiamata Rock and Roll Heaven, dove ogni sera si tiene un concerto.